# Zenoa piceus
Zenoa piceus là một loài bọ cánh cứng trong họ Callirhipidae. Loài này được Beauvois miêu tả khoa học đầu tiên năm 1806.